# 費沙氏情侶鸚鵡
费氏牡丹鹦鹉（又譯費希氏情侶鸚鵡、費沙氏情侶鸚鸚）（學名：Agapornis fischeri，亦為 Agapornis personata fischeri），是非洲東岸坦桑尼亚及維多利亞湖附近草原的一種本土特有鸚鵡。而在卢旺达、蒲隆地、肯尼亚所見到的费氏牡丹鹦鹉，只是從籠中逃脫或被放生的寵物鳥所形成的群落，並非當地原生。牠們於1800年代後期被發現，並於1926年於美國首次人工繁殖成功。费氏牡丹鹦鹉得名自德國探險家古斯塔夫·費歇爾。

## 外形特征
费氏牡丹鹦鹉背部、胸部及翅膀為綠色，頸部呈有金黃色，並向上逐漸轉深至深橙色。頭頂為橄欖綠色，有白色的眼圈，喙部為紅色，尾部上方呈少許紫色。幼鳥與成鳥十分相似，但毛色較暗淡，及下喙有部份呈啡色。费氏牡丹鹦鹉是最小的牡丹鹦鹉之一，身長約14—15厘米，重約42—58克。

## 野外生活習性
费氏牡丹鹦鹉小群地居住於海拔1,100—2,200米，棲息於分散的樹叢。牠們可直線地迅速飛行。牠們的叫聲高音且吵耳。 牠們食用多種的食物，包括種子及果實，農夫視牠們為害鳥，因牠們有時會食用農作物，如玉米、黍等。
费氏牡丹鹦鹉的繁殖季節為1月至4月及6月至7月。牠們於樹洞中築巢，通常是啄木鳥的舊洞穴，約離地2—15米。费氏牡丹鹦鹉每一窩下3—8顆蛋，約於第23天孵化，並於約第38天長成羽毛。费氏牡丹鹦鹉的數目估計介乎290,000—1,000,000，但保護區以外的鳥隻密度則較低，因為鳥隻被捕捉作寵物貿易。

## 人工飼養
正如其他寵物一樣，購買费氏牡丹鹦鹉時，須注意所購得的是人工繁殖的而非野外捕捉的。這不單是因為道德及保育問題；野外捕捉的雀鳥通常容易抑鬱、生病及死亡。
雄性及雌性的费氏牡丹鹦鹉外表十分相似，要辨別其性別，除了觀察其會否下蛋外，可進行DNA測試確定（鳥類獸醫可以一滴血液作測試，或可自行購買工具套裝測試），但不建議作盤骨測試或手術測試。

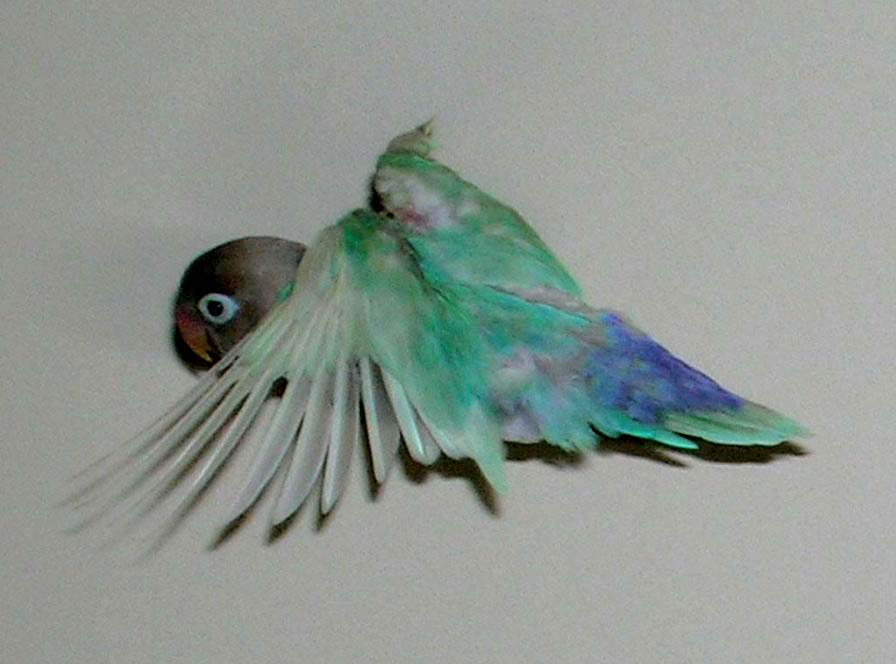
藍色的费氏牡丹鹦鹉飛行

### 顏色變種
藍色變種是此品種主要的變種，體型較野鳥略為細小。牠的背部、胸部及尾部呈亮藍色，頸部為白色，頭部為淺灰色，有淺粉紅色的喙。此藍色變種首先於1957年由在南非成功繁殖，2年後由F. Warford博士於三藩市成功繁殖。
黃化變種（Lutino）首先於法國出現，體色呈淺黃色，臉部呈橙色，喙部為紅色。白化變種亦已成功繁殖。

### 居所

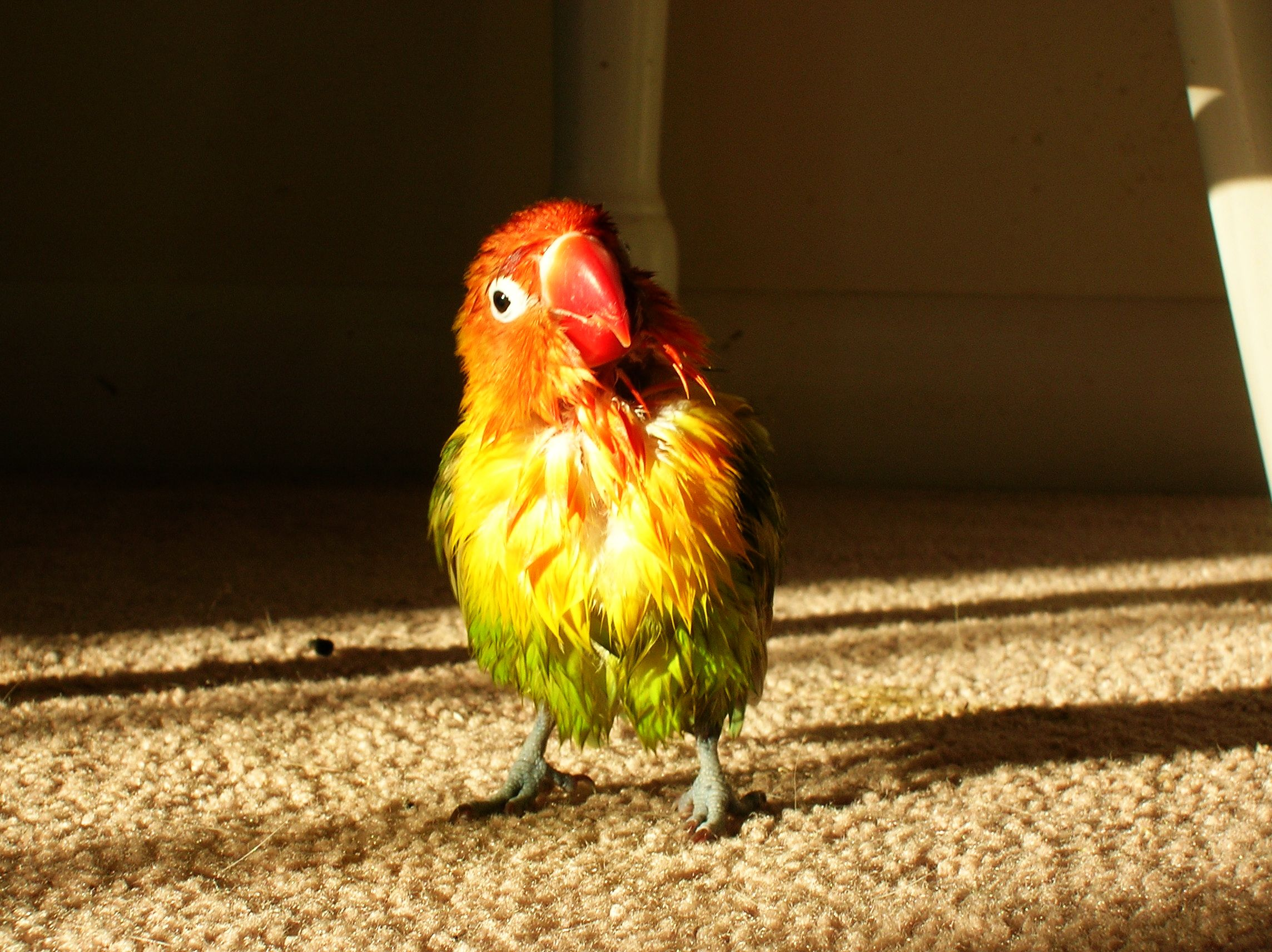
情侶鸚鵡洗澡後喜歡曬太陽

费氏牡丹鹦鹉非常好動，需要寬敞的雀籠，而且需要玩具及供其咬嚼的物件。假若沒有足夠的空間（一隻鳥最少需要20x20x30厘米的空間，一對鳥則需要25x25x30厘米。不可使用圓形的鳥籠，因為當雀鳥感到不安時，圓形鳥籠不能提供一個讓牠們躲藏的角落）、沒有足夠的玩具（需要約4—6件玩具），牠們可能感到沉悶、抑鬱，甚至做出拔掉羽毛的自殘行為。
建議可為雀鳥提供一個浴盤，因為牠們幾乎每天都愛洗澡。牠們洗澡後喜歡曬太陽以弄乾羽毛。但切忌把牠們置於窗旁，因牠們可能會著涼生病。

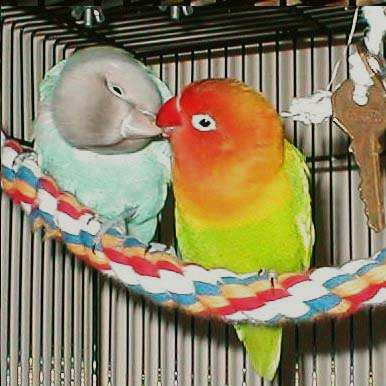
兩隻牡丹鹦鹉親吻

牡丹鹦鹉是極度群居的雀鳥，故強烈建議一對一對地飼養情侶鸚鵡（除非飼主願意每天花數小時陪伴雀鳥及玩耍），這樣對牠們的生理及心理都有好處。

### 食物
牡丹鹦鹉需要不同種類的食物，如果實、種子、蔬菜等。建議於糧食中加入人工合成飼料，原因是市面上大部份的穀糧含有過多的脂肪，人工飼料可使營養更為均衡。新鮮的綠色蔬菜，例如菠菜，對於雀鳥亦是非常有益的。此外亦要注意為鸚鵡補充鈣質，尤其是下蛋前後的雌鳥。
含可可鹼（Theobromine）的食物如咖啡、茶葉、巧克力等都不可餵予鸚鵡，而鳄梨（或稱牛油果）對於鸚鵡是有高度毒性的。而含有高鹽份、脂肪，或含酒精的食物都應該避免。

### 性格

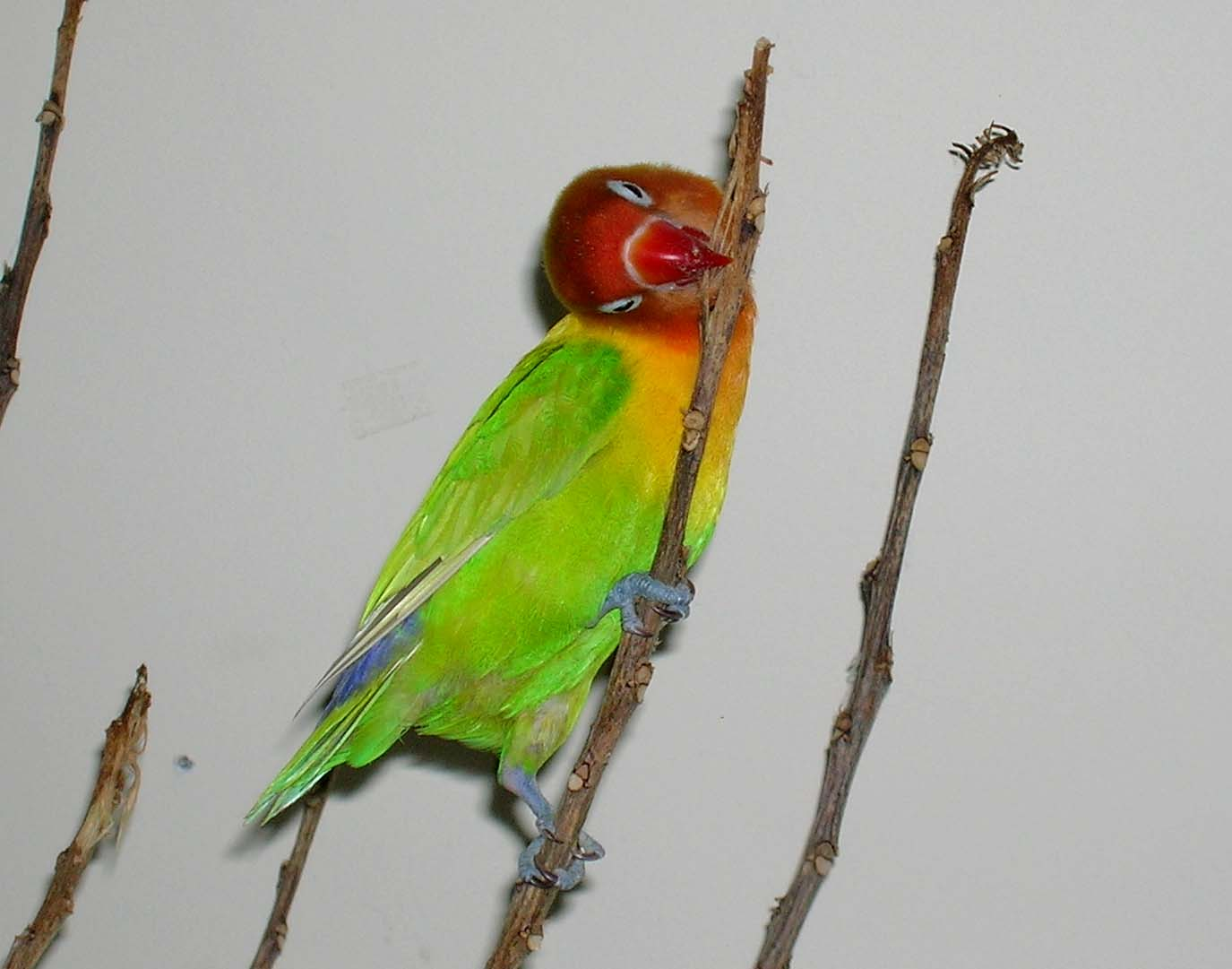
牡丹鹦鹉好動而且愛咬嚼物件

### 飼養需知

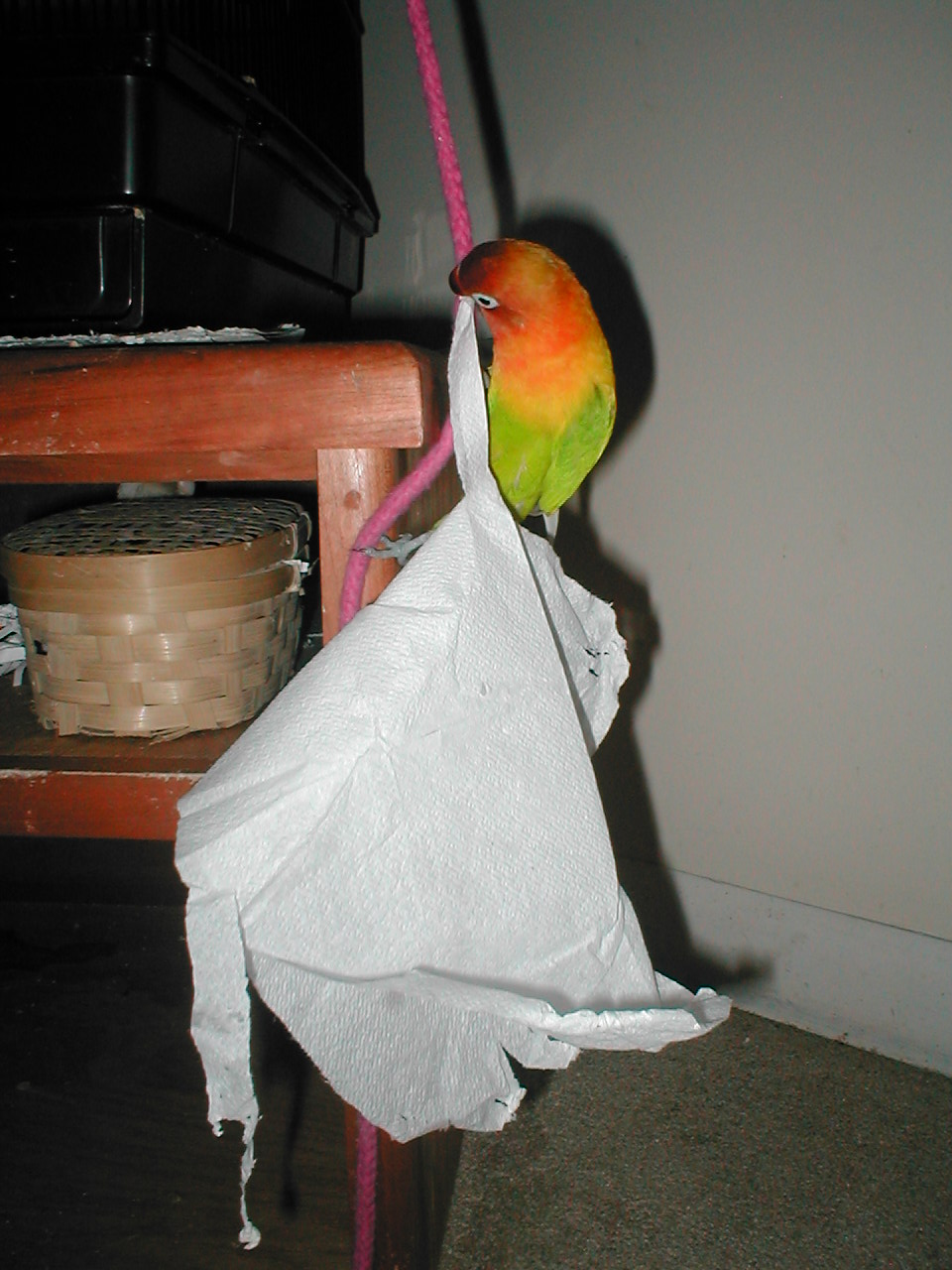
牡丹鹦鹉非常好動

## 參考資料

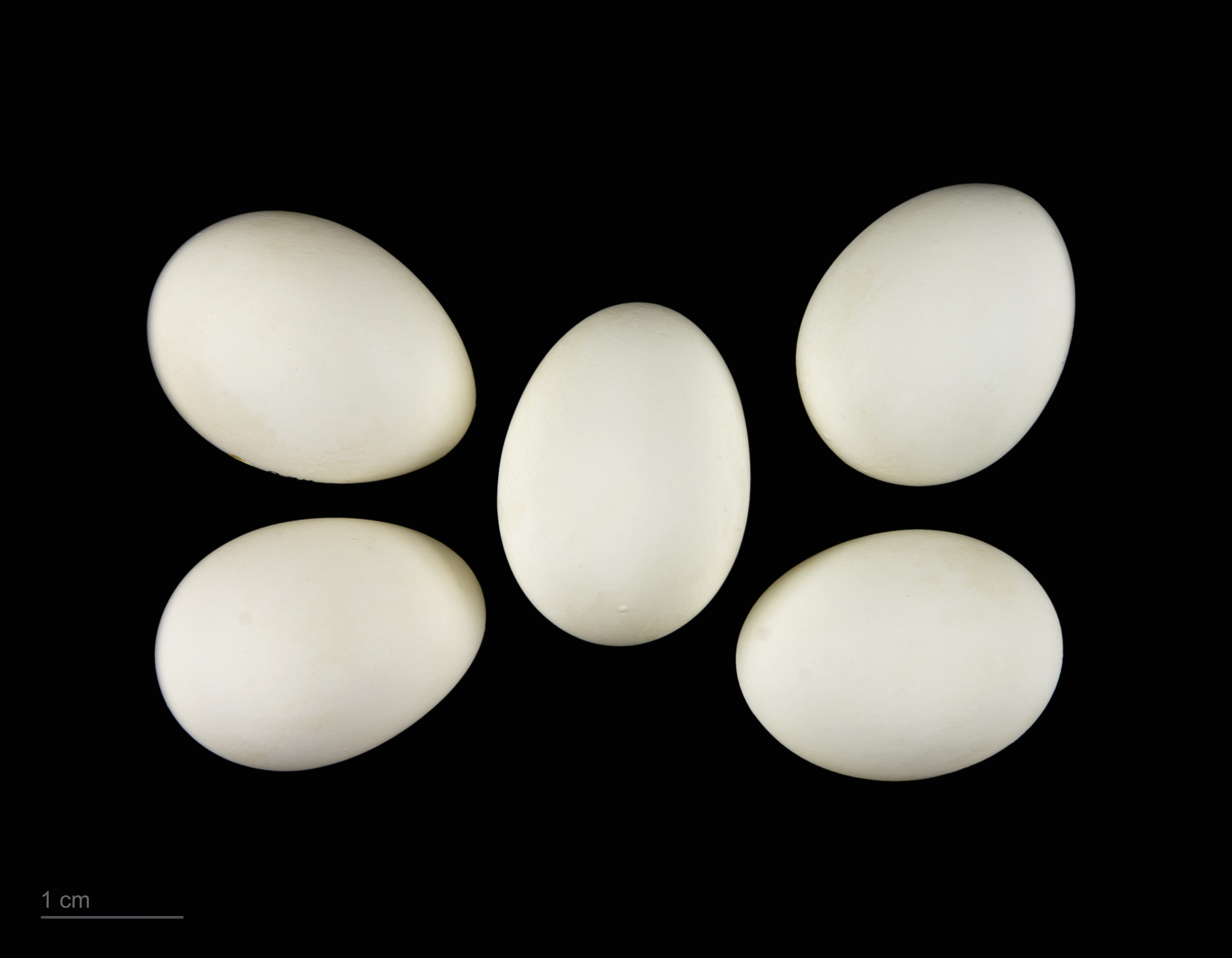
卵 Agapornis fischeri

## 外部連結
- Araproject （页面存档备份，存于）
- 香港(國際)鸚鵡協會 — 費沙氏愛情鸚鵡
- SOE鵡林鸚雄 — 費沙氏愛情鸚鵡

1. ↑  BirdLife International. . The IUCN Red List of Threatened Species 2012.   [26 November 2013] （英语）.